# Caminho Pomerano
Caminho Pomerano é um trecho turístico localizado no Brasil, nos moldes da Estrada Real, na região sul do país.
Engloba desde a Lagoa dos Patos até as cidades em torno do município de São Lourenço do Sul (onde se localiza o Museu da Imigração Pomerana).